# Bastida de' Dossi
Bastida de' Dossi là một đô thị ở tỉnh Pavia trong vùng Lombardia của Ý, có cự ly khoảng 60 km về phía tây nam của Milan và khoảng 25 km về phía tây nam của Pavia. Tại thời điểm ngày 31 tháng 12 năm 2004, đô thị này có dân số 186 người và diện tích là 1,7 km².
Bastida de' Dossi giáp các đô thị sau: Casei Gerola, Corana, Cornale, Mezzana Bigli, Sannazzaro de' Burgondi, Silvano Pietra.